# Ivan Lebedeff
Ivan Lebedeff (* 18. Juni 1894 in Uschpol, Russisches Kaiserreich, heute Dorf in der Rajongemeinde Utena, Litauen; † 31. März 1953 in Los Angeles, Vereinigte Staaten) war ein US-amerikanischer Schauspieler und Schriftsteller.

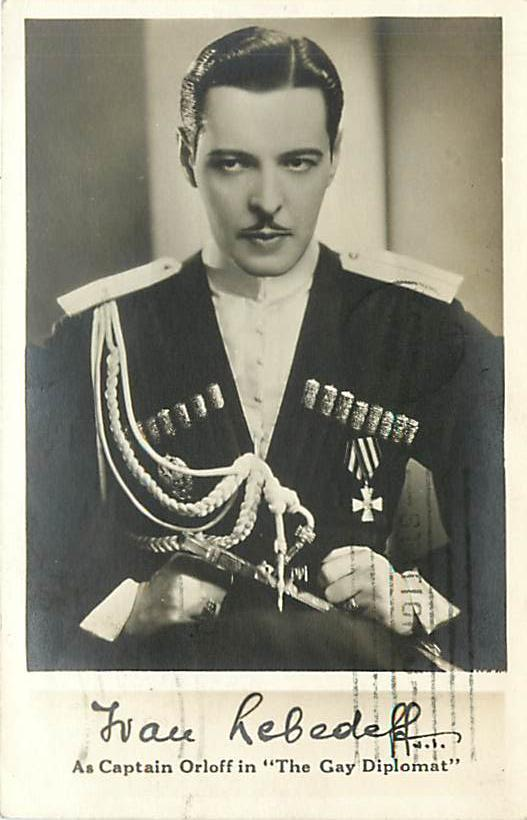
Ivan Lebedeff in The Gay Diplomat (1931)

## Leben und Wirken
Der im heutigen Litauen geborene Sohn eines ranghohen zaristischen Politikers bzw. Beraters des russischen Herrschers hatte in Sankt Petersburg studiert und sollte eine diplomatische Karriere einschlagen. 1914 meldete Ivan Lebedeff sich bei Kriegsausbruch freiwillig zu den Waffen. Nach der Oktoberrevolution 1917 schienen alle militärischen wie diplomatischen Optionen obsolet, und so entschloss sich Lebedeff 1925 zur Auswanderung in die Vereinigten Staaten.
In Hollywood angekommen, gelang dem gutaussehenden Emigranten augenblicklich der Sprung vor die Kamera. Seit 1937 US-Staatsbürger, spielte Lebedeff in dem kommenden Vierteljahrhundert, abgesehen vom späten Stummfilm und einigen Produktionen der 1930er-Jahre, durchgehend kleine bis mittelgroße Rollen. Dabei handelte es sich vor allem um „Exoten“ aller Arten, Ausländer (besonders oft Russen), die oftmals hochadeliger Herkunft (Grafen, Prinzen, Marquis) waren, aber auch (vor allem während des Zweiten Weltkriegs, als seine Parts immer mehr schrumpften) bedrohlicher Natur. Bei Kriegsende 1945 blieb Lebedeff mehrere Jahre lang in Hollywood beschäftigungslos, eine Rückkehr vor die Kamera zu Beginn der 1950er-Jahre blieb nach Miniaturauftritten in zwei Großproduktionen (Schnee am Kilimandscharo, Kampf der Welten) folgenlos. Der seit 1941 mit der deutschen Berufskollegin Wera Engels verheiratete Ivan Lebedeff starb 58-jährig an einem Herzinfarkt.

## Filmografie
- 1926: Fine Manners
- 1926: Lord Satanas (The Sorrows of Satan)
- 1927: Sunyas Liebe (The Love of Sunya)
- 1927: Verrat / Die Fremde (The Forbidden Woman)
- 1928: Gärendes Blut (Walking Back)
- 1928: Reiter der Rache (Sin Town)
- 1929: The Veiled Woman
- 1929: Street Girl
- 1930: U 13 (Men Without Women)
- 1930: The Cuckoos
- 1930: Midnight Mystery
- 1930: Conspiracy
- 1931: Bachelor Apartment
- 1931: The Gay Diplomat
- 1932: Unholy Love
- 1933: Sweepings
- 1933: Made on Broadway
- 1933: Ich bin eine anständige Frau (Bombshell)
- 1934: Moulin Rouge
- 1934: Kansas City Princess
- 1934: Strange Wives
- 1935: Sweepstake Annie
- 1935: Goin’ to Town
- 1935: Gold nach Singapore (China Seas)
- 1936: The Golden Arrow
- 1936: Pepper
- 1936: Liebe mit 100 PS (Love on the Run)
- 1937: Fair Warning
- 1937: … und ewig siegt die Liebe (History Is Made at Night)
- 1937: Maienzeit (Maytime)
- 1937: Atlantic Flight
- 1937: Maria Walewska (Conquest)
- 1938: Straight Place and Show
- 1938: Ehrlich währt am längsten (You Can’t Cheat an Honest Man)
- 1939: The Mystery of Mr. Wong
- 1939: Trapped in the Sky
- 1939: Hotel for Women
- 1940: Passport to Alcatraz
- 1940: Public Deb No. 1
- 1941: Im Banne von Shanghai (The Shanghai Gesture)
- 1942: Foreign Agent
- 1942: Von Agenten gejagt (Journey into Fear)
- 1942: Botschafter in Moskau (Mission to Moscow)
- 1943: Around the World
- 1944: Oh, What a Night
- 1945: Rhapsodie in Blau (Rhapsody in Blue)
- 1946: Heartbeat
- 1952: Kalifornien in Flammen (California Conquest)
- 1952: Schnee am Kilimandscharo (The Snows of Kilimanjaro)
- 1953: Kampf der Welten (The War of the Worlds)